# Борен (Север)
Борен (фр. Beaurain) насеље је и општина у североисточној Француској у региону Север-Па д Кале, у департману Север која припада префектури Камбре.
По подацима из 2011. године у општини је живело 225 становника, а густина насељености је износила 222,77 становника/km². Општина се простире на површини од 1,01 km². Налази се на средњој надморској висини од 126 метара (максималној 131 m, а минималној 115 m).

## Демографија
| 1962. | 1968. | 1975. | 1982. | 1990. | 1999. | 2011. |
| ----- | ----- | ----- | ----- | ----- | ----- | ----- |
| 144   | 161   | 155   | 163   | 172   | 171   | 225   |

График промене броја становника у току последњих година